# Église Saint-Étienne de Svileuva
Pour les articles homonymes, voir Église Saint-Étienne.
L'église Saint-Étienne de Svileuva (en serbe cyrillique : Црква Светог Архиђакона Стефана у Свилеуви ; en serbe latin : Crkva Svetog Arhiđakona Stefana u Svileuvi) est une église orthodoxe serbe serbe située à Svileuva, dans la municipalité de Koceljeva et dans le district de Mačva, en Serbie. Elle est inscrite sur la liste des monuments culturels protégés de la république de Serbie (no SK 2035),,.

## Présentation

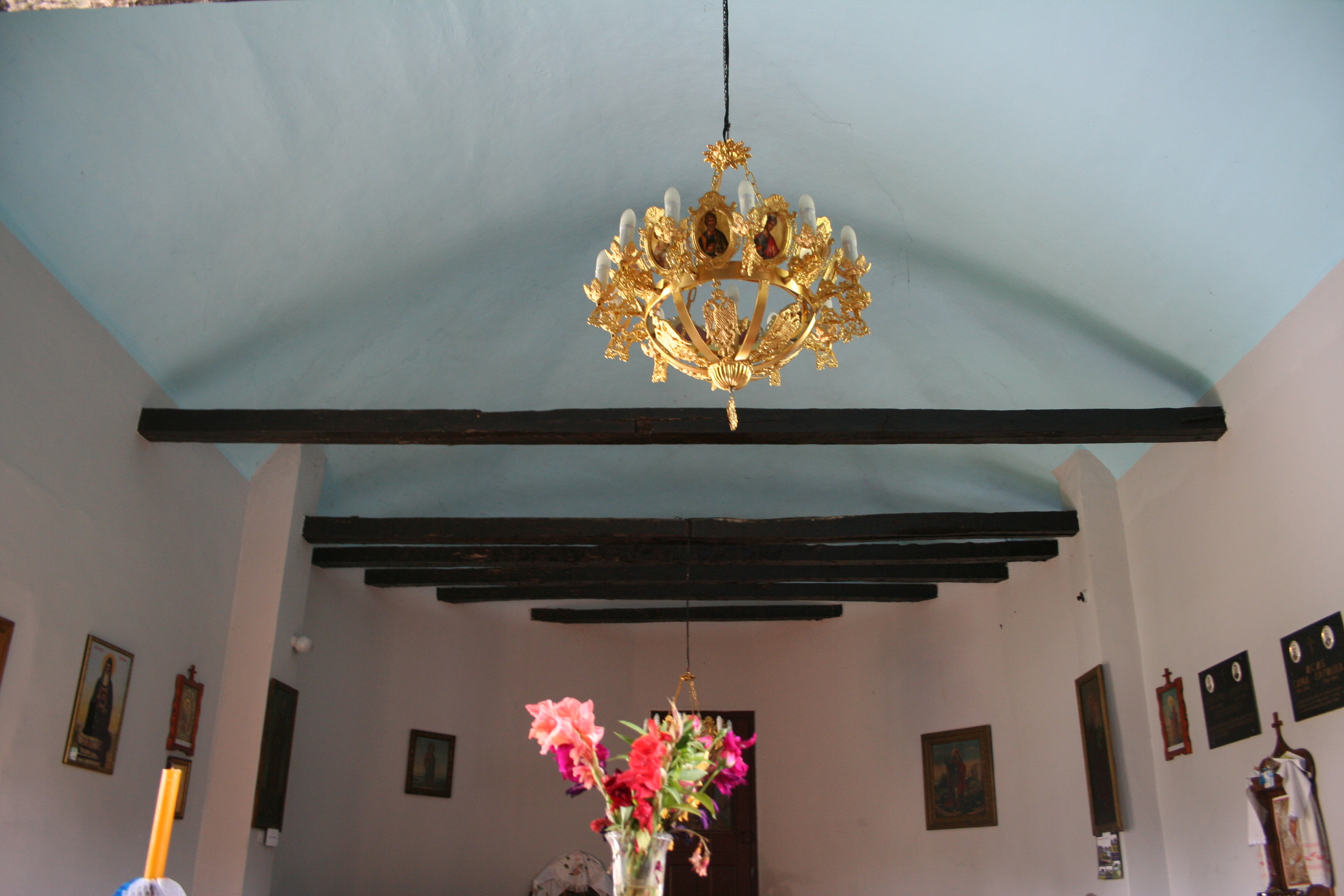
Le narthex avec ses poutres.

L'église a été construite en 1829 et, par son architecture, elle est caractéristique de la période de transition entre les églises en bois traditionnelles et les églises en matériaux plus solides. Les murs sont construits en briques et le toit, haut et pentu, aujourd'hui recouvert de zinc, était à l'origine recouvert de bardeaux.
L'édifice est constitué d'une nef unique prolongée par une abside demi-circulaire et précédée par une entrée également demi-circulaire à l'ouest du bâtiment ; cette dernière disposition montre clairement l'influence des anciennes églises en bois. La partie de l'autel fait saillie grâce à la présence des chapelles de la proscomidie et du diakonikon et, depuis 1957, elle est séparée de la nef par une iconostase. Le narthex est lui aussi séparé de la nef par des pilastres peu profonds ; on y trouve des poutres en bois qui devaient autrefois soutenir une galerie. La voûte est en demi-berceau.
Les façades extérieures sont presque dépourvues de décoration ; une corniche court en-dessous du toit et les ouvertures sont encadrées de moulures en plâtre peu profondes.

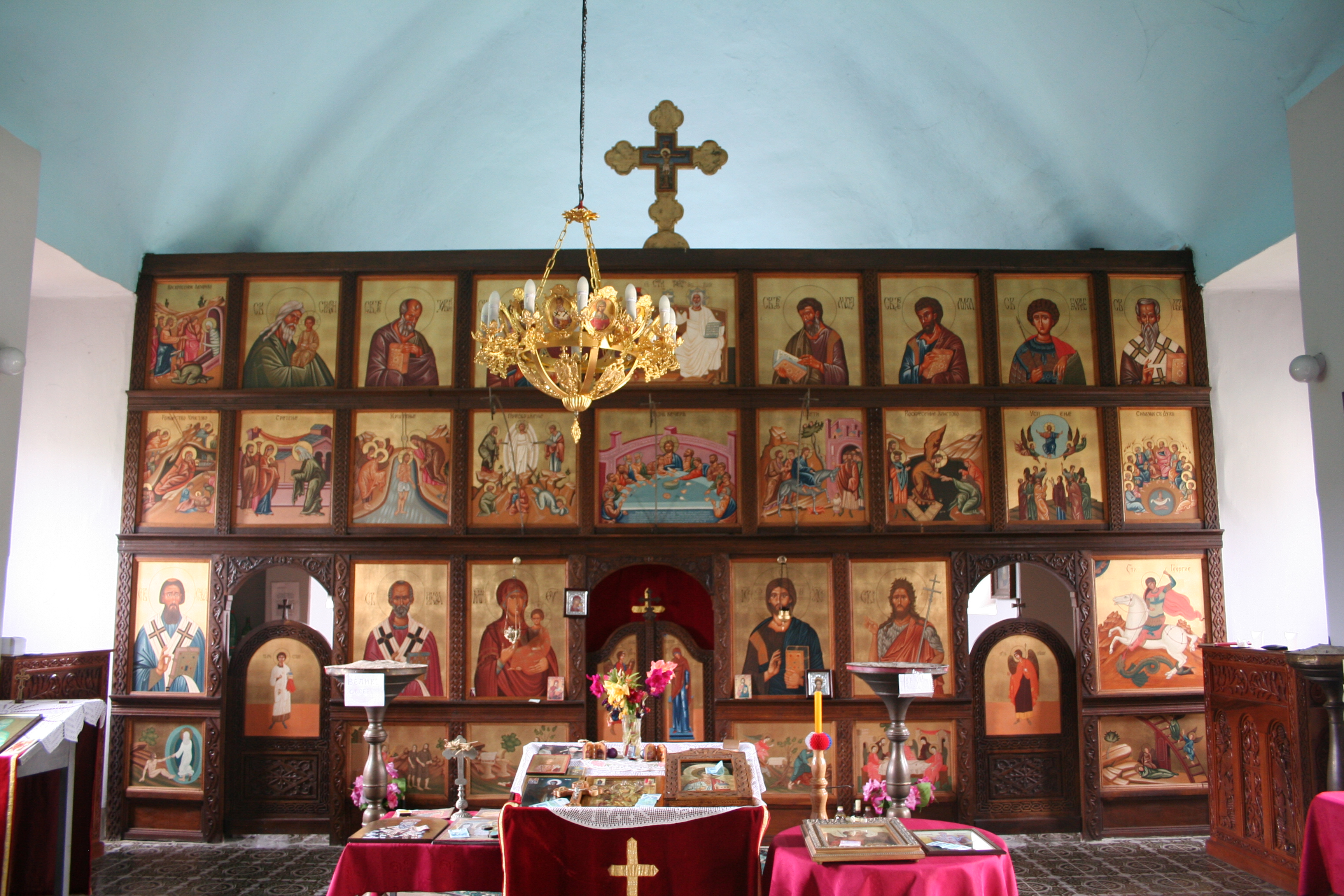
Vue générale de l'iconostase.
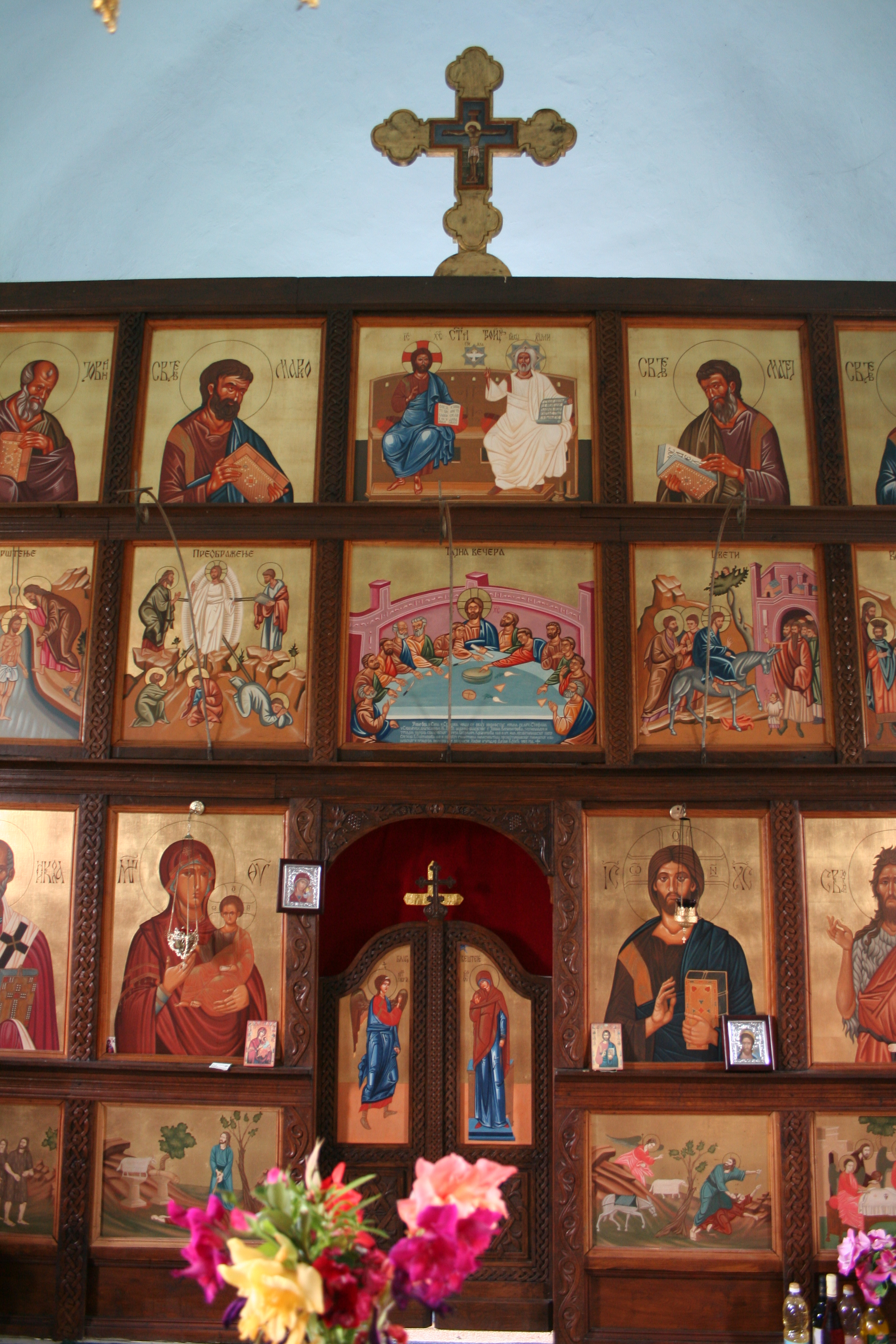
Détail de l'iconostase, avec les « portes royales ».